# Alfar (Gerona)
Alfar (en catalán y oficialmente desde 1981 El Far d'Empordà) es un municipio español de la comarca del Alto Ampurdán en la provincia de Gerona, Cataluña. Con una población de 626 habitantes (INE 2024).
Situada a unos 3 km de la capital de la comarca Figueras, ocupa una extensión de terreno que antes estaba llena de estanques, hasta que se obtuvo su desecación y se utilizan para campos de cultivo. Además de la agricultura, también hay granjas de ganadería.
La población se agrupa alrededor de la iglesia de Sant Martí, en lo alto de un lugar, desde donde se divisa una parte de la plana ampurdanesa, se cree que es de ahí de dónde le viene el topónimo de Faro.
El conde de Ampurias, Ponce Hugo IV, en el año 1299 hizo construir un castillo.

## Geografía
Integrado en la comarca del Alto Ampurdán, se sitúa a 42 kilómetros de la capital provincial. El término municipal está atravesado por la carretera N-II entre los pK 751 y 753 además de por carreteras locales que se dirigen hacia Figueras y Vilasacra. 
El relieve del municipio es predominantemente llano, pues se encuentra en el corazón de la llanura del Ampurdán. El curso de agua llamado El Manol hace de límite con Figueras. La altitud oscila entre los 45 metros, en el promontorio donde se encuentra el casco urbano, y los 15 metros de altitud a orillas del río. El pueblo se alza a 43 metros sobre el nivel del mar.
| Noroeste: Figueras | Norte: Figueras | Noreste: Vilasacra |
| Oeste: Figueras    |                 | Este: Fortiá       |
| Suroeste: Figueras | Sur: Vilamalla  | Sureste: Vilamalla |

## Entidades de población
- Alfar
- La Oliva[6] (L'Oliva)

## Demografía
Alfar cuenta con una población de 626 habitantes (INE 2024).
| Gráfica de evolución demográfica de Alfar entre 1842 y 2021 |
| |
| Población de derecho según los censos de población del INE Población de hecho según los censos de población del INEEn estos censos se denominaba Alfar: 1842, 1857, 1860, 1877, 1887, 1897, 1900, 1910, 1920, 1930, 1940, 1950, 1960, 1970 y 1981 |

| 1497 | 1515 | 1553 | 1717 | 1787 | 1857 | 1877 | 1887 | 1900 |
| ---- | ---- | ---- | ---- | ---- | ---- | ---- | ---- | ---- |
| 26   | —    | 18   | 191  | 254  | 399  | 345  | 361  | 306  |

| 1910 | 1920 | 1930 | 1940 | 1950 | 1960 | 1970 | 1981 | 1990 |
| ---- | ---- | ---- | ---- | ---- | ---- | ---- | ---- | ---- |
| 358  | 357  | 365  | 375  | 362  | 438  | 547  | 463  | 413  |

| 1992 | 1994 | 1996 | 1998 | 2000 | 2002 | 2004 | 2006 | — |
| ---- | ---- | ---- | ---- | ---- | ---- | ---- | ---- | - |
| 398  | 436  | 402  | 401  | 387  | 397  | 440  | 483  | — |

## Lugares de interés
- Iglesia parroquial de San Martín. De los siglos XII-XIII. En sus puertas se conservan los herrajes de forja originales de la época románica. Se cree que formó parte del antiguo castillo.